# Voglia d'azzurro
Voglia d'azzurro è un album del cantautore italiano Dario Baldan Bembo pubblicato nel 1981 dall'etichetta discografica CGD.

## Il disco
Il disco, prodotto da Michele Del Vecchio, contiene 8 brani, i cui testi sono di Paolo Amerigo Cassella, mentre le musiche sono state composte dallo stesso interprete, che ne ha curato anche gli arrangiamenti insieme al fratello Alberto.
Tu cosa fai stasera? è la canzone terza classificata al Festival di Sanremo 1981, mentre Quando non ci sei, nonostante il titolo fosse quasi identico, non va confuso con Da quando non ci sei, brano con cui l'artista ha partecipato quattro anni dopo alla stessa manifestazione.

## Tracce
Lato A
Testi di Paolo Amerigo Cassella, musiche di Dario Baldan Bembo.
1. Tu cosa fai stasera? – 3:33
2. Che gusto c'è – 4:14
3. Quando non ci sei – 5:24
4. Autostrada – 5:35

Durata totale: 18:46
Lato B
Testi di Paolo Amerigo Cassella, musiche di Dario Baldan Bembo.
1. Dolce fiore – 4:39
2. Per quel che sei – 4:13
3. La mia terra, la mia guerra – 3:59
4. E... e... poi? – 2:56

Durata totale: 15:47

## Formazione
- Dario Baldan Bembo – voce
- Giorgio Cocilovo – chitarra
- Gigi Cappellotto – basso
- Andy Surdi – percussioni
- Sergio Farina – chitarra
- Maurizio Fabrizio – chitarra